# 엘 문도

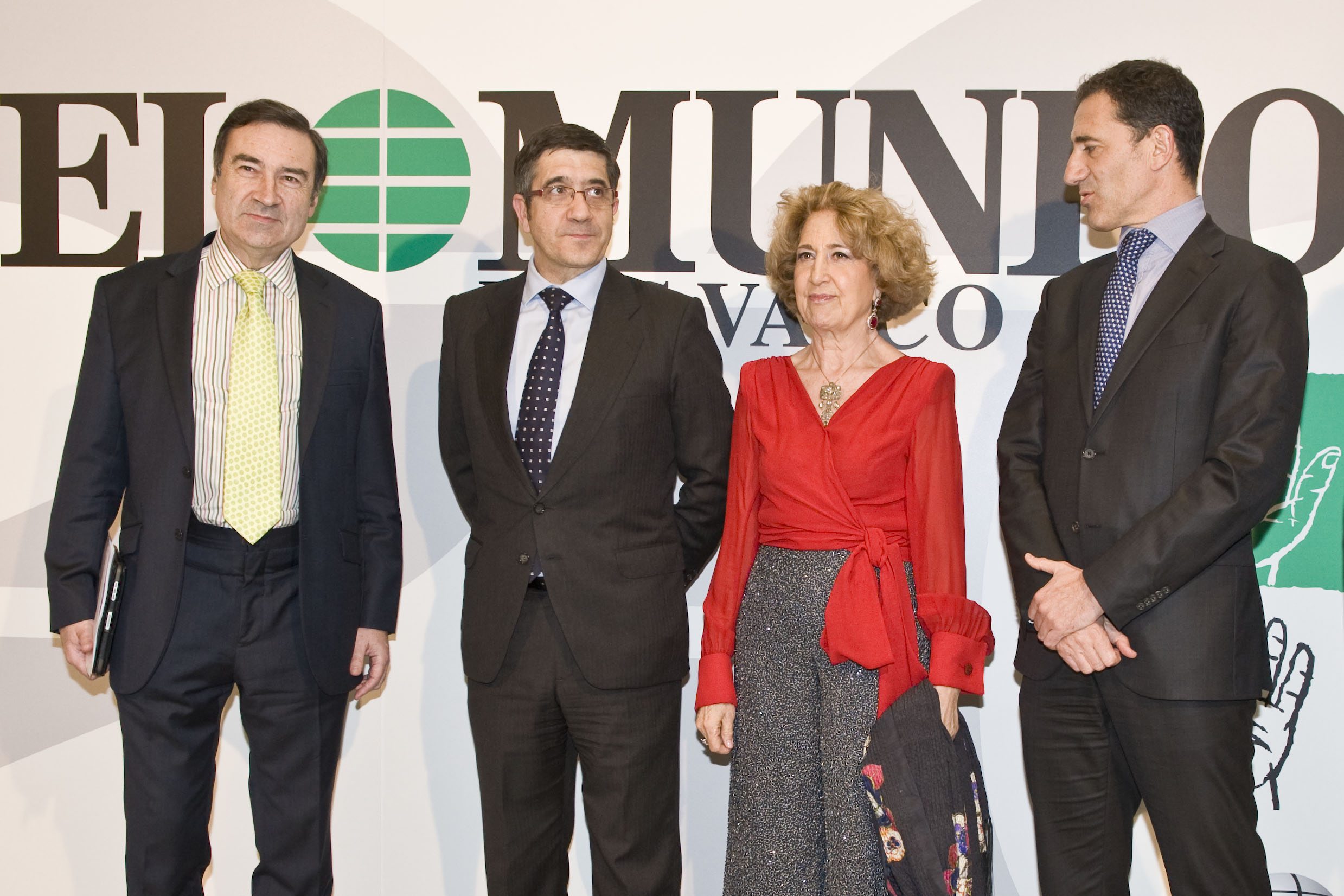

엘 문도(스페인어: El Mundo)는 스페인의 신문이다.